# Amt Dahme
Das Amt Dahme war eine Verwaltungseinheit des 1806 in ein Königreich umgewandelten Kurfürstentums Sachsen. Zwischen 1657 und 1746 gehörte das Amt zum albertinischen Sekundogenitur-Fürstentum Sachsen-Weißenfels.
Bis zur Abtretung an Preußen 1815 bildete es als sächsisches Amt den räumlichen Bezugspunkt für die Einforderung landesherrlicher Abgaben und Frondienste, für Polizei, Rechtsprechung und Heeresfolge.

## Geographische Lage
Das Amt Dahme erstreckte sich im Dahmer Land, dort wo der Niedere Fläming und der Niederlausitzer Grenzwall aneinanderstoßen. Durch diese Region fließt der gleichnamige Fluss Dahme, der in der Nähe der Stadt Dahme/Mark entspringt und in Berlin-Köpenick in die Spree mündet.

## Geschichte
Dahme war spätestens seit 1186 der Mittelpunkt eines Burgbezirkes und um diese Zeit von Erzbischof Wichmann von Magdeburg erworben worden, der damit seine Herrschaft Jüterbog erweiterte. Etwa zwischen 1150 und 1300 wanderten in die Region südlich von Berlin Flamen ein und gründeten dort Dörfer und Städte.
1265 wurde Dahme in einer Urkunde als Stadt erwähnt. 1516 verkaufte Hans von Köckeritz das Amt Dahme an den Erzbischof von Magdeburg. Durch den Frieden von Prag 1635 kam das Amt Dahme an das Kurfürstentum Sachsen.
Von 1657 bis 1746 gehörte das Amt Dahme zum albertinischen Sekundogenitur-Fürstentum Sachsen-Weißenfels, wobei es ab 1686 hinsichtlich der Wirtschaft und Justiz dem Fürstentum Sachsen-Querfurt unterstand. Um 1780 war der kurfürstlich sächsische Amtshauptmann August Christian Johann von Thümen-Blankensee (1724–1792) auch Kreisdirektor von Jüterbog und Dahme. Er war Gutsbesitzer und Sohn eines kgl. preuß. Landrats, kgl. poln. und kurfürstl. sächs. Geheimer Rates, Kreishauptmanns sowie Hofrichters. Seine zahlreichen Begüterungen lagen im zu Sachsen gehörigen Thümschen Winkel. Mit Heinsdorf und Gräfendorf hatte er ebenso Rittergüter im Raum Jüterbog und Dahme.
Das Amt Dahme gehörte zu jenen Gebieten, die das ab 1806 bestehende Königreich Sachsen nach dem Wiener Kongress 1815 komplett an das Preußen abtreten musste. In der so entstandenen preußischen Provinz Sachsen wurde das Amt Dahme (seit ca. 1784 untergliedert in Rent- und Justizamt) endgültig 1874 aufgelöst. Die Stadt Dahme verlor in preußischer Zeit ihren Sitz als Verwaltungsmittelpunkt. Das als Sitz der sächsischen Verwaltung genutzte Schloss Dahme wurde 1825 an den Berliner Bankier und Großkaufmann Schultz verkauft.

## Bestandteile 1817
- Dahme/Mark (Schloss, Amt und Forsthaus)
- Ihlow
- Ilmersdorf
- Liebsdorf
- Niendorf
- Prensdorf
- Rietdorf
- Rosenthal
- Schwebendorf
- Hoh. Seefeld
- Nied. Seefeld (heute ein Teil von Hohenseefeld)
- Sieb
- Wildau
- Zagelsdorf[5]

## Amtshauptleute
Von 1487 bis 1499 war Hans von Köckritz Amtshauptmann vor Ort. Mehrfach treten dann später die Amtshauptleute zu Dahme in Personalunion auch als Amtshauptmann zu Jüterbog in die Geschichte. Ein frühes Beispiel ist Lippold von Klitzing, der gleichfalls als Rat des Erzbischofs von Magdeburg agierte. In Goethes umfangreicher Kunstsammlung befand sich einst eine Medaille des Lippold von Klitzing. Beide Aufgaben eines Amtshauptmannes übernahm ebenso Daniel II. von Rochow-Plessow (1586–1656), nachfolgend kursächsischer Rat, dessen Grabstein sich jetzt in der Dorfkirche Stülpe befindet. Die Familie von Schlomach tritt zweifach in Erscheinung. Zunächst mit dem bekanntgewordenen Melchior von Schlomach, von 1653 bis 1670, ihm folgt Ernst Friedrich von Schlomach um 1683. 1686 findet Adam Ernst (von) Löser Erwähnung in der Doppelfunktion und zugleich als Direktor der Landschaft des Jüterbogkischen Kreises. 1698 verstarb der fürstlich sächsische Creyß-und Amtshauptmann Hanns Hermann von Biesenrodt. Auf 1816 datiert ist der Amtshauptmann zu Dahme Karl Friedrich Georg Freiherr von Rechenberg der im gleichen Jahr Luise von Wilucka-Cabel ehelichte.

## Amtleute
- 1825 Oberamtmann Kayser[18]

## Persönlichkeiten
- Friedrich von Sachsen-Weißenfels (1673–1715), Herzog von Sachsen-Weißenfels zu Dahme sowie kursächsischer Generalleutnant, entstammte einer Seitenlinie der albertinischen Wettiner.